# Kapp Records
Kapp Records byla nahrávací značka založená v roce 1955 Davidem Kappem, bratrem Jacka Kappa (který založil americkou Decca Records v roce 1934).

## Pobočky
- Leader Records: značka byla ustavena k vydávání nahrávek "middle of the road" (středního proudu).
- Four Corners Records, s vlastním logem "4 Corners of the World". Sloužila k uvádění evropských umělců jako Françoise Hardy, Raymond Lefevre a Barclay Singers.
- Další pobočnou značkou byla známka Congress Records.

## Historie
- 1955: David Kapp založil Kapp Records.
- 1966: Bylo vydáno album Man of La Mancha.
- 1967: David Kapp prodal značku společnosti MCA a stala se tak divizí Universal City Records.
- 1972: MCA vydala poslední nahrávku Kapp Records. Katalog a umělci byli Celý katalog a umělce přejala firma MCA Records.

## Umělci nahrávající u Kapp Records
- Louis Armstrong
- Paul Arnoldi
- Fred Astaire
- Burt Bacharach
- Kenny Ball
- Kenny Ballard
- Gilbert Bécaud
- Budgie
- Cher
- The Critters
- El Chicano
- The D-Men
- Bill Dana
- Shirley Ellis
- The Flying Machine
- Sergio Franchi (Four Corners)
- The Ginger Snaps
- The Greenwood County Singers
- Françoise Hardy (Four Corners)
- The Hesitations
- Brian Hyland (Leader & Kapp)
- Art Mooney
- Elton John (2 singly)
- Jack Jones
- Just Us
- Raymond Lefèvre (Four Corners)
- Rod McKuen
- Miriam Makeba
- Carmen McRae
- David McWilliams
- Chad Mitchell Trio
- Jane Morgan
- Sugar & Spice
- The Searchers
- Kermit Schaefer
- Harry Simeone Chorale
- Cal Smith
- Silver Apples
- Sonny & Cher
- Sylvia Telles
- Mel Tillis
- Leroy Van Dyke
- Lenny Welch
- Billy Edd Wheeler
- Roger Williams
- Bob Wills
- Pete King Chorale